# Johannes Gustaaf Wertheim
Johannes Gustaaf Wertheim, más conocido como Jobs Wertheim (Ámsterdam, 6 de enero de 1898-Hilversum, 6 de enero de 1977), fue un escultor neerlandés de origen judío.

## Datos biográficos
Nacido en la ciudad de Ámsterdam el 6 de enero de 1898. Con 19 años entra a trabajar en un Banco con su padre. En 1921 se traslada a Londres, donde compajina sus estudios en la Escuela de Arte de Chelsea con su labor en la banca Montagu. Estudia en Berlín, donde es alumno en el estudio Oppler. En 1926 gana el Premio de Roma por su obra El Hijo Pródigo, que le permitió continuar su formación en Francia e Italia.
En 1940 contrajo matrimonio con Eva Sinzheimer con quien tuvo dos hijos. Durante la Segunda Guerra Mundial Wertheim y su familia es deportada a Westerbork y luego a Theresienstadt. En ambos campos, continuó dibujando. Son liberados y la familia se establece desde 1945 en Laren (Suiza). Allí nacerá su tercer hijo. Se dedica principalmente a realizar retratos (una constante desde sus inicios) y monumentos de guerra. Desde mediados de la década de 1950 trabaja en la difusión del arte y la concienciación entre el público en general, y para la creación de arte público. Desde 1963 ha trabajó mucho en Israel.
Recibió el Clavel de Plata, en 1960, y la Medalla de Oro del Museo en 1966. 
Falleció el 6 de enero de 1977.

## Obras
Entre las mejores y más conocidas obras de Wertheim se incluyen retratos y Memoriales de la Guerra.
| Año  | Descripción                                                                    | Localización                                                                | Población/barrio   | Material | Imagen |
| ---- | ------------------------------------------------------------------------------ | --------------------------------------------------------------------------- | ------------------ | -------- | ------ |
| 1950 | Monument van Joodse Erkentelijkheid (Monumento en reconocimiento a los judíos) | Weesperstraat                                                               | Ámsterdam-Centrum  |          |        |
| 1950 | Busto de Pieter Zeeman en Zonnemaire, su ciudad natal                          | 51°42′45″N 3°57′3″E / 51.71250, 3.95083                                     | Zonnemaire         | bronce   |        |
| 1952 | Arthur van Schendel Monumento al escritor neerlandés.                          | Stadhouderskade, plaza Leidseplein 52°21′51″N 4°52′58″E / 52.36417, 4.88278 | Oud-Zuid/Ámsterdam | bronce   |        |

Otras obras monumentales: Monumento a deportados Judíos (Gorredijk) Orfeo (Laren), Spinoza (Den Haag), Lápida familia van den Bergh (Westerveld), etc